# Biel (cantante)
Gabriel Araújo Marins Rodrigues (Lorena, 20 de marzo de 1996), más conocido por su nombre artístico Biel, o MC Biel, es un cantante brasileño. Se hizo famoso en 2015 con su música "Química", que debutó en segundo lugar en iTunes de Brasil, en segundo lugar solamente a "Hello" de Adele.

## Discografía
| Álbumes de estudio - Juntos Vamos Além (2016) - Reconhecimento (2017) - Fênix (2020) |

### Sencillos
| Año  | Canción                        | Álbum             | Sello discográfico  |
| ---- | ------------------------------ | ----------------- | ------------------- |
| 2014 | Pimenta                        | -                 | Warner Music Brasil |
| 2015 | Química                        | Juntos Vamos Além | Warner Music Brasil |
| 2016 | Melhor Assim (feat. Ludmilla)  | Juntos Vamos Além | Warner Music Brasil |
| 2017 | Mais Uma Chance                | Reconhecimento    | Warner Music        |
| 2017 | EITA! (feat. Jhama)            | -                 | Warner Music        |
| 2018 | Bota pra Tremer                | -                 | Warner Music        |
| 2018 | Trust You                      | -                 | Warner Music        |
| 2019 | Vai Menina                     | -                 | Warner Music        |
| 2019 | Deixa Essa Mina                | -                 | Warner Music        |
| 2019 | Yo Te Lo Doy                   | -                 | Warner Music        |
| 2019 | Dejalo                         | -                 | Warner Music        |
| 2020 | Pra te ver feliz               | Fênix             | Warner Music        |
| 2020 | Fênix                          | Fênix             | Warner Music        |
| 2020 | Pode dançar                    | -                 | Warner Music        |
| 2020 | Entre nós (con Gaby Amarantos) | Fênix             | Warner Music        |
| 2020 | Sobe, desce (con Nego Bam)     | Fênix             | Warner Music        |
| 2020 | Ela é a melhor                 | Fênix             | Warner Music        |
| 2021 | Conto as horas (con Tays Reis) | -                 | Warner Music        |
| 2021 | Atenção (con Melody)           | -                 | Warner Music        |
| 2022 | Dançarina (feat. MC Pedrinho)  | -                 | Warner Music        |
| 2022 | Hoje (feat. Alok)              | -                 | Warner Music        |
| 2024 | Can you fell the love tonight  | -                 | Warner Music        |